# Título indexado à inflação
Títulos diários indexados à inflação (também conhecidos como títulos indexados à inflação ou coloquialmente como vinculadores) são títulos em que o principal é indexado à inflação ou deflação diariamente. Eles são, portanto, projetados para proteger o risco de inflação de um título.  O primeiro título conhecido indexado à inflação foi emitido pela Massachusetts Bay Company em 1780.  O mercado cresceu dramaticamente desde que o governo britânico começou a emitir Gilts vinculados à inflação em 1981. A partir de 2019, os títulos indexados à inflação emitidos pelo governo compreendem mais de US$ 3,1 trilhões do mercado de dívida internacional.  O mercado indexado à inflação consiste principalmente em títulos soberanos, com títulos indexados à inflação de emissão privada constituindo uma pequena porção do mercado.

## Estrutura
Os títulos indexados à inflação diariamente pagam um cupom periódico que é igual ao produto do principal pela taxa nominal do cupom.
Para alguns títulos, como no caso do TIPS, o principal subjacente do título muda, o que resulta em um pagamento de juros mais alto quando multiplicado pela mesma taxa. Por exemplo, se o cupom anual do título fosse de 5% e o principal subjacente do título fosse de 100 unidades, o pagamento anual seria de 5 unidades. Se o índice de inflação aumentasse 10%, o principal do título aumentaria para 110 unidades. A taxa de cupom permaneceria em 5%, resultando em um pagamento de juros de 110 x 5% = 5,5 unidades.
Para outros títulos, como os Títulos de Poupança dos Estados Unidos Série I, a taxa de juros é ajustada de acordo com a inflação.
A relação entre os pagamentos de cupons, a inflação diária de equilíbrio e as taxas de juros reais é dada pela equação de Fisher. Um aumento nos pagamentos de cupons é resultado de um aumento nas expectativas de inflação, taxas reais ou ambos.

### Rendimento real
O rendimento real de qualquer título é a taxa de crescimento anualizada, menos a taxa de inflação no mesmo período. Este cálculo é muitas vezes difícil em princípio no caso de um título nominal, porque os rendimentos de tal título são especificados para períodos futuros em termos nominais, enquanto a inflação ao longo do período é uma taxa desconhecida no momento do cálculo. No entanto, no caso de títulos indexados à inflação, como o TIPS, o rendimento do título é especificado como uma taxa acima da inflação, de modo que o rendimento real pode ser facilmente calculado usando uma fórmula padrão de cálculo de títulos. 

## Emissão global
Os instrumentos mais líquidos são os Títulos Protegidos contra a Inflação do Tesouro (TIPS), um tipo de título do Tesouro dos EUA, com cerca de US$ 500 bilhões em emissão. Os outros importantes mercados indexados à inflação são os Gilts indexados ao índice do Reino Unido com mais de US$ 300 bilhões em circulação e o mercado francês OATi/OAT€i com cerca de US$ 200 bilhões em circulação. Alemanha, Canadá, Grécia, Austrália, Itália, Japão, Suécia, Israel e Islândia também emitem títulos indexados à inflação, bem como uma série de Mercados Emergentes, com destaque para o Brasil.  

## Índices de títulos indexados à inflação
Índices de títulos indexados à inflação incluem a família de índices de títulos vinculados à inflação do Barclays,  como os índices de títulos do governo Euro vinculados à inflação do Barclays e o índice Lehman Brothers US Treasury: US TIPS. 